# Paco Ibáñez
Paco Ibáñez, pseudonimo di Francisco Ibáñez Gorostidi (Valencia, 20 novembre 1934), è un chitarrista, cantante e compositore spagnolo che si dedica a musicare i più importanti poeti di lingua spagnola.

## Biografia
Passa la prima infanzia a Barcellona, città in cui vive attualmente. Dopo la guerra civile spagnola la sua famiglia è obbligata ad andare in esilio in Francia. Dall'inverno 1939 all'inizio dell'occupazione tedesca della città, la famiglia Ibáñez risiede a Parigi. Il padre è arrestato e mandato in un campo di lavoro destinato ai repubblicani spagnoli. Sua madre torna con i quattro figli a San Sebastián per lavorare.
Più tardi il cantante ricorderà questo periodo della sua vita nell'album Oroitzen ("Ricordando"), pubblicato insieme al cantante basco Imanol Larzabal Goñi e cantato completamente in lingua basca.
Nel 1948 la famiglia passa clandestinamente la frontiera e si ricongiunge con il padre a Perpignan. Paco impara da suo padre il mestiere di ebanista e contemporaneamente inizia a studiare violino, strumento cui presto sostituirà la chitarra. Stabilitosi definitivamente a Parigi con la famiglia, all'inizio degli anni cinquanta scopre vari musicisti che si riveleranno fondamentali per la sua crescita musicale ed ideologica. Tra i cantanti folk e i cantautori latino-americani è da ricordare l'argentino Atahualpa Yupanqui; per la Francia, oltre al movimento esistenzialista, che all'epoca viveva il periodo di massimo splendore, vanno ricordati Georges Brassens e Léo Ferré.
Nel 1956 musica la sua prima poesia, un testo del poeta seicentesco spagnolo Luis de Góngora.
Nel 1964 inciderà il suo primo 33 giri, con il lato A dedicato a Federico García Lorca, mentre il retro conterrà poesie di Góngora. Il disco viene ben presto utilizzato dai professori di lingua e letteratura spagnola come materiale pedagogico, mentre gli antifranchisti ne fanno un'arma di resistenza culturale.
Nel 1958, Paco Ibáñez incontra il pittore Salvador Dalí, il quale aveva chiesto espressamente l'incontro, perché era stato colpito da alcuni provini ricevuti. Così il cantante inizia a tessere relazioni molto strette, oltre che col mondo della poesia e della letteratura in generale, anche con quello delle arti figurative.
Nel 1966 il cantante fonda, insieme a diverse personalità spagnole esiliate, La carraca, luogo deputato alla realizzazione di eventi riguardanti la cultura spagnola: vi si realizzano concerti, mostre di pittura, conferenze sulla letteratura, proiezioni cinematografiche. La casa di famiglia diventa luogo di passaggio per gli intellettuali che vivono o passano del tempo nella capitale francese.
Nel 1967 esce il secondo disco della collezione España de hoy y de siempre. Il vinile da un lato comprende una serie di poesie di autori del Siglo de Oro, come Francisco de Quevedo, dall'altro poesie di autori contemporanei come Gabriel Celaya o Luís Cernuda. I testi sono tutti caratterizzati da una forte carica politica.
Nel 1968 canta per la prima volta in Spagna, con una apparizione alla televisione statale. Da lì inizia a frequentare varie università, riuscendo anche a stabilirsi a Barcellona, dove conosce il poeta José Agustín Goytisolo, a cui lo unirà, fino alla sua morte, una profonda amicizia ed intimità.
Il 12 maggio 1969, per celebrare il primo anniversario dell'occupazione della Sorbona da parte degli studenti, vi tiene un concerto. Nello stesso anno tiene un concerto alla Sala Richelieu, a cui vanno molti studenti, che lo iniziano a considerare un simbolo delle loro lotte. È del 1969 anche il terzo album, ancora un misto di poeti classici e contemporanei, tra cui Antonio Machado, José Agustín Goytisolo, Rafael Alberti, Jorge Manrique. L'anno si conclude con un memorabile concerto all'Olympia di Parigi, testimoniato da un doppio album live dove, oltre a pubblicare per la prima volta una canzone di Georges Brassens in spagnolo, presenta l'inedito Soldadito boliviano, poesia del cubano Nicolás Guillén, dedicata ad Ernesto Guevara.
Nel 1970 conosce Pablo Neruda, il quale rimane completamente folgorato dalla sua voce. 
L'anno successivo il regime franchista include il cantante nella sua lunga lista di artisti censurati, vietandogli qualsiasi concerto nel territorio nazionale. L'artista si rifugia di nuovo a Parigi, e da lì continua a girare il mondo, andando specialmente in America Latina.
Nel 1975, dopo la morte del dittatore Francisco Franco, i suoi dischi tornano ad essere programmati dalle radio, ed il cantante viene invitato a partecipare ai concerti che si tengono nel paese, ma lui spesso rifiuta.
Nel 1982 canta a Madrid davanti a migliaia di persone, per chiudere la campagna elettorale dei socialisti, che poi sarebbero andati per la prima volta al potere. Nel 1983 e nel 1987 gli viene offerta la Medaglia delle arti e delle lettere, da parte del governo francese. Il cantante, tutte e due le volte, la rifiuta, dicendo che non riconosce nessuna autorità, se non il pubblico, e che i premi dati dai governi intralciano la libertà creativa e vitale dell'artista.
Agli inizi degli anni novanta pubblica un nuovo disco, dal titolo Por una canción. A partire dal 1990 si stabilisce in Spagna: prima a Madrid, poi nei Paesi Baschi, poi, dal 1994, a Barcellona.
Nel 1998 l'Associazione culturale andalusa Almenara gli elargisce un premio, come riconoscimento delle molte sue azioni in favore della libertà e del suo sforzo d'indipendenza rispetto ai poteri economici, politici e culturali. Fedele ai suoi principi, anche questa volta il cantante rifiuta.

## Discografia
- 1964 - Paco Ibáñez 1
- 1967 - Paco Ibáñez 2
- 1969 - Paco Ibáñez 3
- 1969 - Paco Ibáñez en el Olympia (doppio disco dal vivo)
- 1977 - Paco Ibáñez canta a Pablo Neruda, Cuarteto Cedrón canta a Raúl González Tuñón
- 1978 - A flor de tiempo
- 1979 - Paco Ibáñez canta Brassens
- 1990 - Por una canción
- 1992 - Paco Ibáñez a galopar (doppio CD live, registrato a Madrid insieme al poeta Rafael Alberti).
- 1998 - Oroitzen
- 2002 - Paco Ibáñez canta a José Agustín Goytisolo
- 2003 - Fue ayer